# Hirono, Iwate
Hirono (japanska: 洋野町?, Hirono-chō) är en landskommun (köping) i Iwate prefektur i Japan. 